# Jinbei 750
Jinbei 750 — компактвэн, запущенный в производство китайской компанией Jinbei в 2015 году. С 2019 года выпускается также ребеджинговая версия, получившая название SWM X2.

## Описание

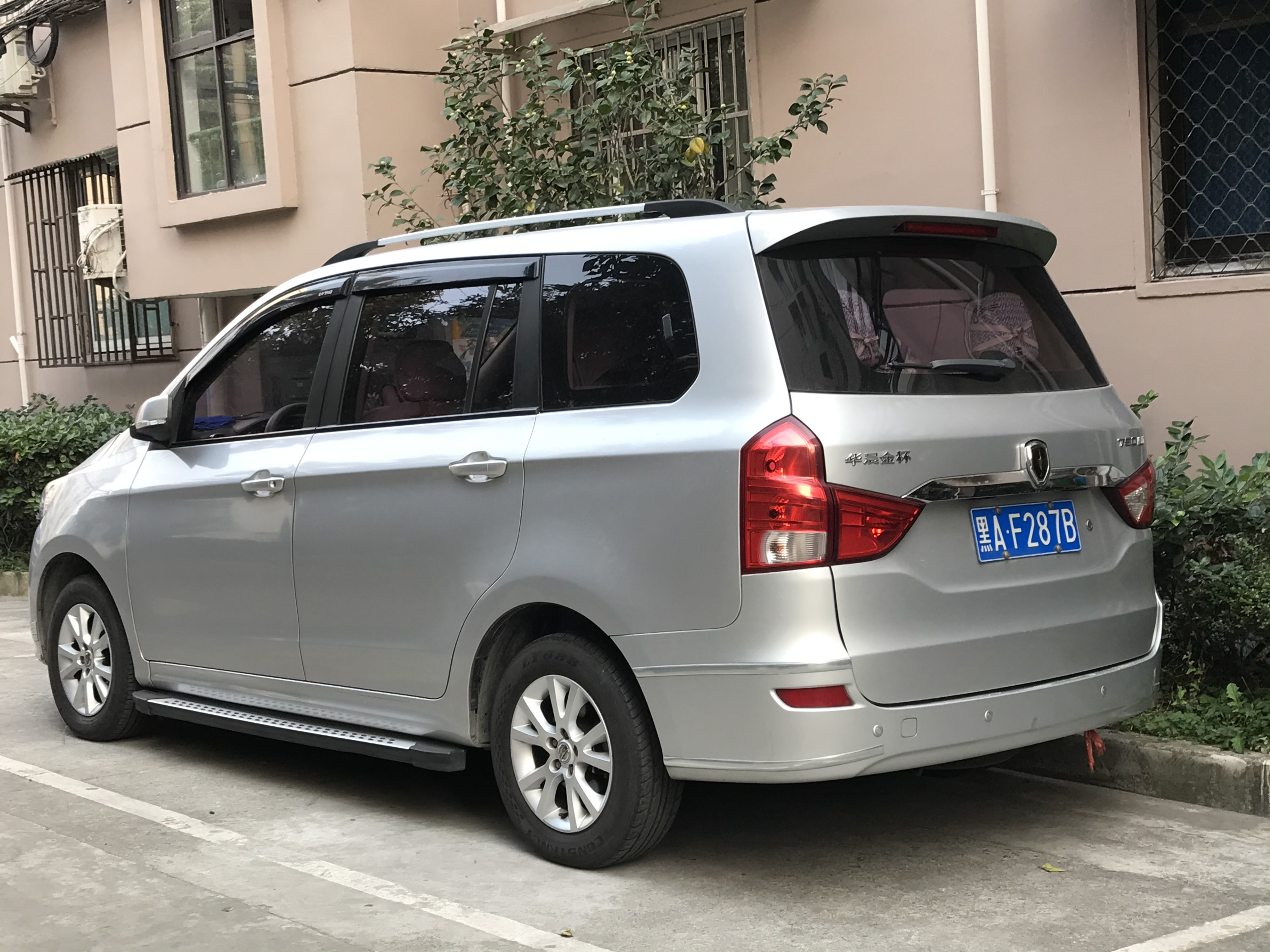
Вид сзади

Jinbei 750 дебютировал в апреле 2015 года на Шанхайском автосалоне. Ценовой диапазон стал варьироваться от 53800 до 63800 юаней.
Jinbei 750 является семиместным минивэном с конфигурацией сидений 2-2-3. Изначально автомобиль оснащался 1,5-литровым двигателем мощностью 112 л. с. и крутящим моментом 147 Н·м в паре с пятиступенчатой механической трансмиссией. Позже в моторную гамму вошёл 1,5-литровый турбодвигатель мощностью 136 л. с.

## SWM X2
SWM X2 — компактвэн, запущенный в производство в 2019 году на базе Jinbei 750. Изменения коснулись радиаторной решётки.

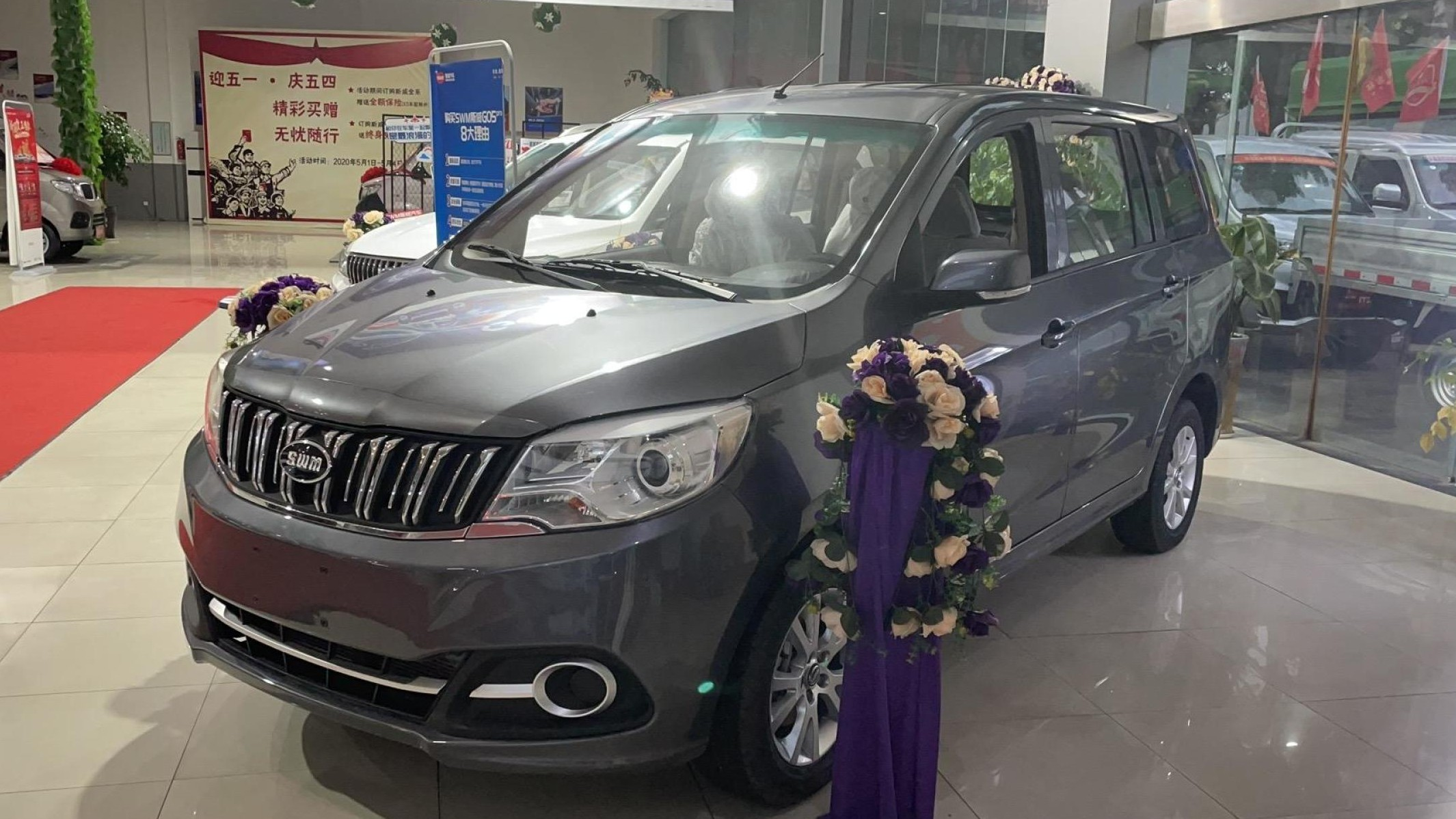
Вид спереди
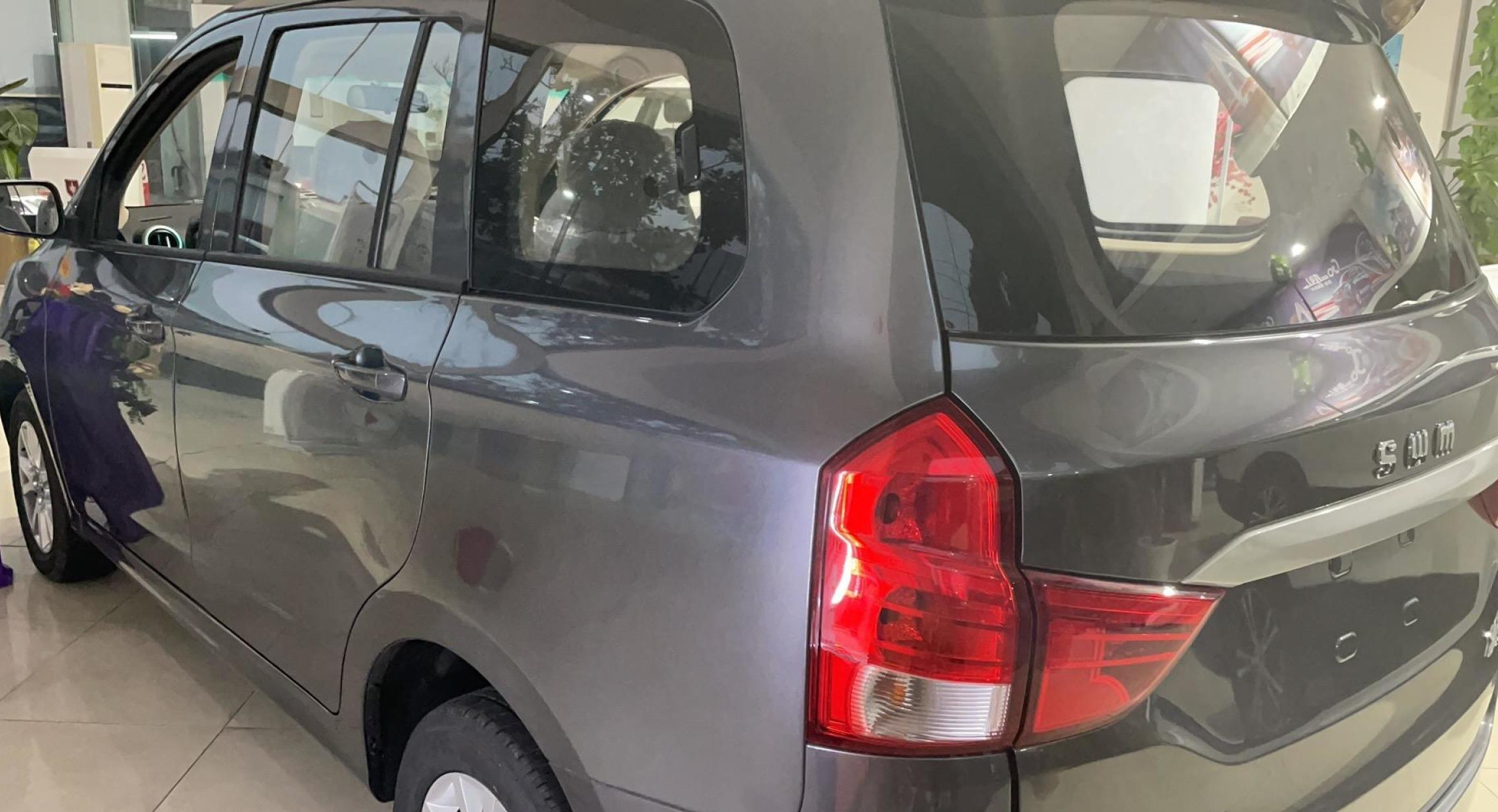
Вид сзади